# Шри Чинмой
Шри Чинмо́й (Чинмо́й Кума́р Гхош, англ. Chinmoy Kumar Ghose; англ. Ganapati Kumar Ghose; 27 августа 1931 — 11 октября 2007) — индийский гуру, писатель, поэт, музыкант, художник, композитор и философ.
Шри Чинмой был известен тем, что боролся за мир, основанный на духовных ценностях,
призывал к толерантности в вопросах религии, возглавлял программу «Медитации Мира в ООН» и в рамках этой программы в течение 37 лет проводил неконфессиональные медитации для сотрудников, делегатов, журналистов и представителей неправительственных организаций в штаб-квартире ООН в Нью-Йорке
,
открыл медитацией парламенты мировых религий в Чикаго в 1993 году
 и в Барселоне в 2004 году,
положил начало самой протяженной в истории факельной эстафете Всемирный Бег Гармонии (Бег Мира Дом-Единство)
,
положил начало самому длинному сертифицированному ультрамарафону, поднимал большие веса (спортивные снаряды, слонов, автомобили, самолёты, группы людей)
,
поднял на специальном аппарате более 7000 известных людей в рамках своей программы «Поднимая мир сердцем единства»

, прочитал лекции в более чем 150 университетах разных стран, включая Оксфордский, Кембриджский, Гарвардский, Йельский, Сорбонну, Санкт-Петербургский государственный медицинский университет и парламентах некоторых стран, включая США, Великобританию, Канаду, Норвегию и Австралию
.
Шри Чинмой создал международную организацию Центр Шри Чинмоя.

## Жизнь

### В Индии (1931—1964 гг.)

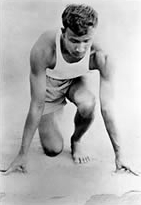

Родился 27 августа 1931 года в деревне Шакпура (Shakpura), расположенной в восточно-бенгальском районе Читтагонг. Был младшим из семерых детей. В 1943 году скончался от болезни его отец, а через несколько месяцев умерла и мать. В 1943 году 12-летний Гхош присоединился к своим братьям и сёстрам, находившимся в ашраме Шри Ауробиндо, расположенном в Пудучерри, Французская Индия, где провёл следующие 20 лет жизни изучая веданту. Также изучая духовные практики, в частности медитацию. Кроме того, он выполнял надомную работу на кустарных предприятиях, принадлежавших ашраму, изучал бенгальскую и английскую литературу, и занимался различными видами спорта, что было обязательным для учеников Ауробиндо. На протяжении восьми лет Чинмой, согласно его заявлениям, был ассистентом секретаря ашрама — Нолини Канта Гупты, и занимался переводом его работ с бенгальского языка на английский. По данным архива ашрама «Чинмой действительно работал с Нолини (как и многие другие), однако, назвать его „ассистентом“ (secretary) было бы преувеличением». «Он написал множество заметок для журналов ашрама и был выдающимся спортсменом».

### В США (1964—2007 гг.)

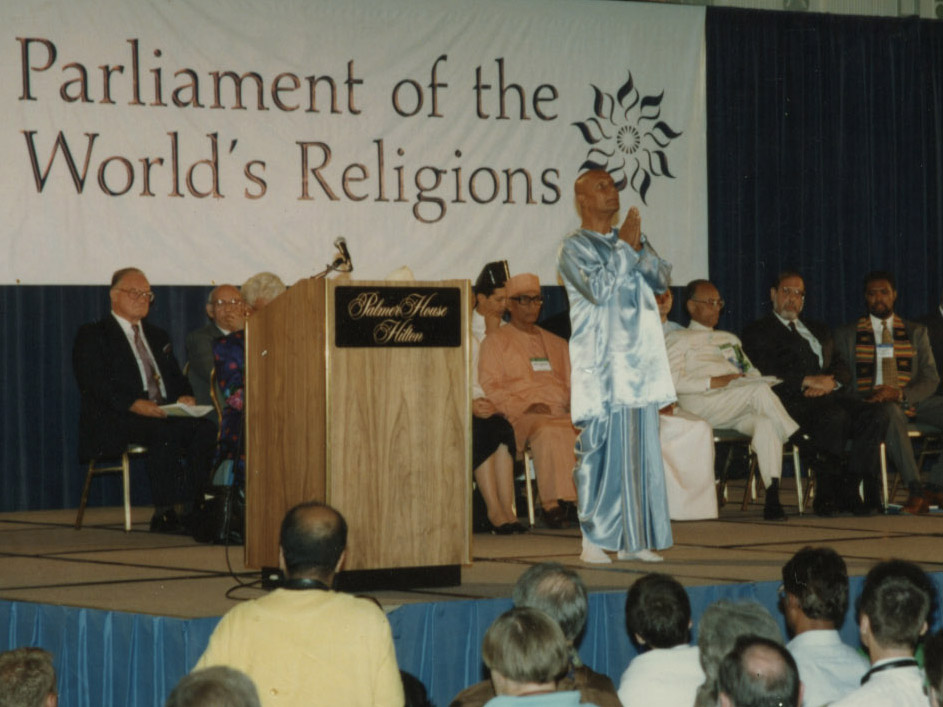
Шри Чинмой медитирует на открытии Парламент Мировых Религий, Чикаго, 1993

В 1964 году, с помощью американских спонсоров ашрама Шри Ауробиндо, Гхош эмигрировал в Нью-Йорк. Переезд Чинмоя в Америку был, по его словам, ответным шагом на «внутренний призыв» служить людям, живущим на Западе, которые стремятся к духовному совершенствованию.
Несмотря на отсутствие академического образования, Чинмой получил должность младшего клерка в консульстве Индии. Со стороны коллег и руководства он получил поддержку и предложение проводить беседы, посвящённые индуизму.
Прибыв в Нью-Йорк, Чинмой столкнулся с необходимостью получения разрешения на постоянное проживание в США. Одним из необходимых условий было наличие рекомендации, подтверждающей, что Чинмой обладает квалификацией, необходимой для ведения преподавательской деятельности. В одной из своих книг Чинмой написал, что не мог обратиться за такой рекомендацией в ашрам Ауробиндо, поскольку покинул его, не получив соответствующего разрешения. В 1967 году проблема была решена: одна из учениц Чинмоя познакомила его со своим братом, который служил в нью-йоркском отделении Эмиграционного Офиса США. Новый знакомый не только снял требование по предоставлению упомянутой рекомендации, но и помог Чинмою заполнить необходимые бланки. Летом 1967 года Чинмой получил вид на жительство в США (гринкарту).
В 1971 году Чинмой, согласно его утверждению, при поддержке У Тана — Генерального Секретаря Организации Объединённых Наций, начинает проводить медитации для делегатов и технического персонала ООН. Саму ООН Чинмой называл «двигателем вселенского единства», и прогнозировал следующим образом её будущее: «Высшая роль ООН в духовной трансформации человечества будет состоять в том, что она признает важность, необходимость и возможности духовности, — это моё внутреннее чувство. Духовность несёт послание мира и покоя, и она обладает способностью установить мир во всём мире. Те, кто работают в ООН, в конце концов, придут к пониманию того, что именно духовность принесёт гармонию, покой, свет и блаженство. Духовность здесь означает открытие нашего внутреннего единства. Если сначала мы не откроем внутреннее единство, мы никогда не сможем раскрыть, понять или проявить внешнее единство через политику или какими-либо другими способами. Духовность — это фундамент. Если не будет фундамента, дом рухнет.»
В США Чинмой вёл активную творческую жизнь. Согласно утверждениям последователей, он написал 1500 книг, 115 тысяч стихов и 25 тысяч песен на бенгальском и английском языках, создал более 200 тысяч картин и дал 777 концертов. В 1976 году на лейбле Folkways Records Шри Чинмой записал свой первый альбом под названием «Музыка для медитации» (Music for Meditation). С тех пор Чинмой, согласно информации, размещённой на сайте последователей, выпустил десятки аудио дисков со своими произведениями. 
Помимо творчества Чинмой увлекался, на любительском уровне, спортом. По информации, размещённой на сайтах последователей Шри Чинмоя, в 70-е и 80-е годы он принял участие в 22-x марафонах (личный рекорд — 3 ч. 55 мин., установлен в 1979 г.), в 5-ти сверхмарафонах, в ряде забегов на более короткие дистанции. 

#### Поднятие тяжестей

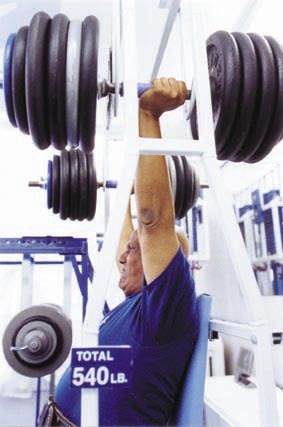
Шри Чинмой поднимает тяжести

Шри Чинмой начал заниматься поднятием тяжестей в 1985 году в возрасте 54 лет.. Ведущим на церемониях поднятия тяжестей Шри Чинмоем был пятикратный Мистер Вселенная Билл Пёрл. Перед одной из церемоний поднятий в 1999 году, Билл Пёрл сказал: «Сегодня вы увидите удивительные поднятия, которые я даже не пытался бы выполнить за свою 50-летнюю карьеру».
В своих книгах Шри Чинмой пишет, что Билл Пёрл помогал ему в тренировках: «Билл Пёрл, чемпион чемпионов, пятикратный „Мистер Вселенная“, был так добр, что согласился обучать меня.».
Шри Чинмой так объясняет цель своих поднятий: 

«Вы можете видеть, что я не обладаю огромной мускульной силой. Я не отличаюсь великолепным телосложением. Люди, которые поднимают тяжести, могут продемонстрировать большие мускулы, но у меня нет таких развитых мускулов. Этим проявлением силы я хочу показать, что молитва и медитация определённо могут увеличить внешние способности. Я надеюсь, что этим я смогу вдохновить многих людей сделать искреннюю молитву и медитацию частью своего ежедневного распорядка дня.»
В 2004 году журналу American Fitness пятикратный Мистер Вселенная Билл Пёрл сказал: 

«За всю историю тяжёлой атлетики никто, никто, не сделал то, что сделал Шри Чинмой».

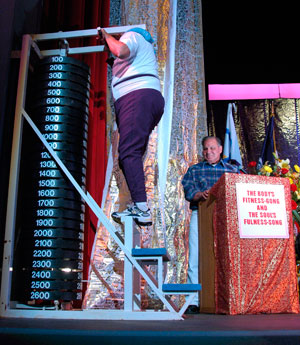
Шри Чинмой поднимает
и ведущий Билл Пёрл

В апреле 2011 года документальный фильм о тяжёлой атлетике Шри Чинмоя под названием Преодоление Невозможного был показан на кинофестивале Трайбека.

#### Программа «Поднимая Мир Сердцем Единства»
В 1988 году Шри Чинмой инициировал программу награждений «Поднимая Мир Сердцем Единства». По словам последователей, «Поднимая Мир Сердцем Единства» — это «уникальная программа, отмечающая людей, которые совершили выдающиеся достижения в какой-либо области, вдохновляя и поднимая тем самым человечество на новый уровень.» Тот же источник утверждает, что «Шри Чинмой поднял более 8300 человек у себя над головой одной рукой или двумя руками, используя специально сконструированную платформу.» В 2006 году РИА Новости сообщило, ссылаясь на пресс-службу Центра Шри Чинмоя, что «учредитель награды поднял на несколько сантиметров» российского боксёра Николая Валуева, чемпиона в супертяжёлом весе по версии WBA. Кроме того, РИА Новости сообщило, что через аналогичную процедуру в разное время прошли такие «легендарные чемпионы, как Мохаммед Али и Карл Льюис <…> олимпийские чемпионки Татьяна Лебедева, Галина Горохова, Светлана Мастеркова и Ирина Привалова.»

#### Астероид Chinmoy
Один из астероидов, открытых крымскими астрономами, по инициативе последователей был назван в честь Шри Чинмоя. Официальное название (4429) Chinmoy.

#### Памятники
Шри Чинмой скончался от сердечного приступа 11 октября 2007 года в Нью-Йорке, в своём доме.
После смерти Шри Чинмоя в ряде стран установлены бронзовые памятники в его честь. В частности, статуи установлены в Осло, Сиэтле, Праге, Хельсинки, Масатлане, Ваасе, на острове Бали, в Непале и Пуэрто-Рико. Установленная в непальском посёлке Нагаркот статуя развёрнута лицом к горе Ghenge Liru, объявленной в 1994 году Горой мира Шри Чинмоя.. В Восточном Тиморе статуя Шри Чинмоя установлена 8 февраля 2013 года непосредственно у здания Национального Парламента

.
27 августа 2022 года на территории этнографического парка-музея Этномир в торжественной обстановке был открыт памятник Шри Чинмою. На мероприятии присутствовали представители посольства Бангладеш в Российской Федерации.

## ЙогаШри Чинмоя
О Свет Бесконечности, 
дай мне жажду, Зов устремления вечный.
Капля теряет смысл жизни своей
В сердце бескрайнего океана.
В огне и в воздухе непрестанно
вижу Твои Черты.
О Красота, о Золото Красоты, О Свет Всевышнего!

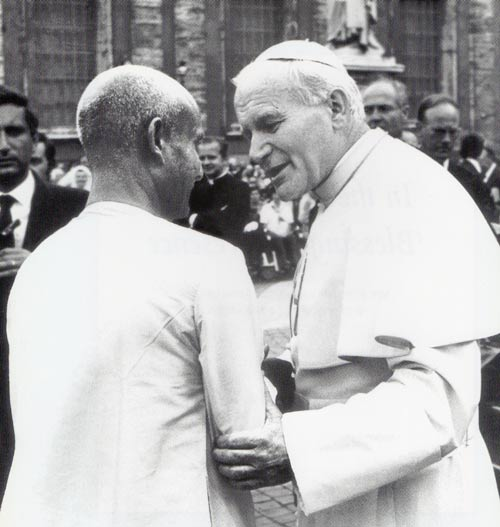
Шри Чинмой и Иоанн Павел II в Ватикане, 1980

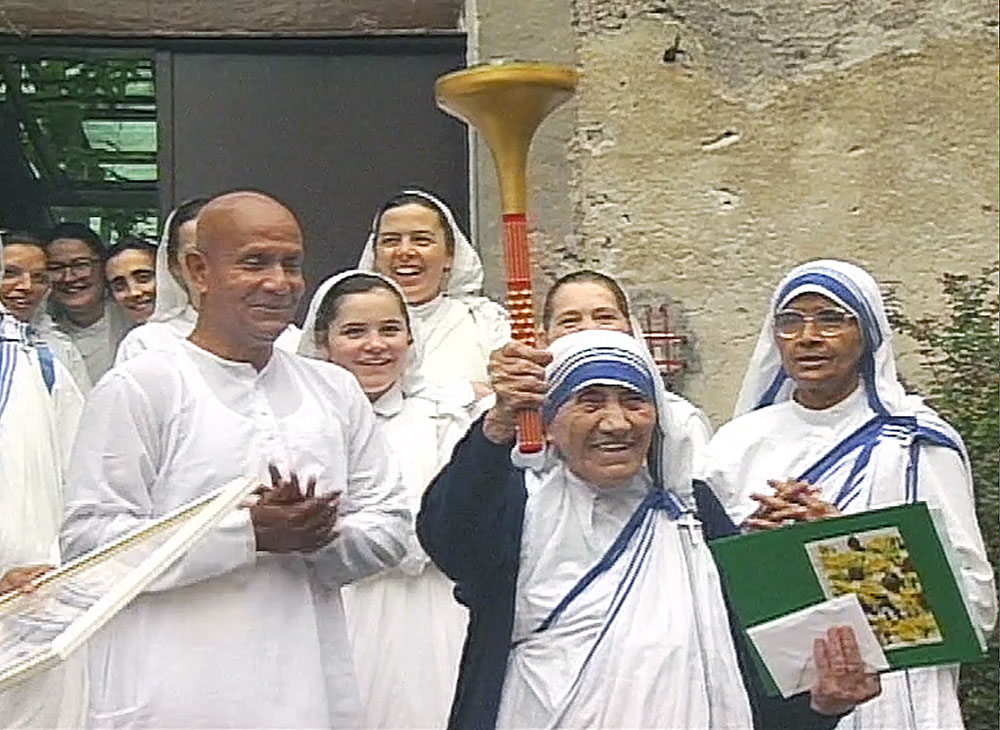
Шри Чинмой и Мать Тереза

На вопрос, как можно описать его философию одним предложением, Шри Чинмой ответил: 

 «Наша философия — это принятие жизни для преобразования жизни, а также для проявления Света Бога здесь, на земле, в избранный Богом час, собственным Способом Бога».
Шри Чинмой определял смысл жизни человека следующим образом: «Все мы — искатели веры; у нас одна цель — обрести внутренний покой, свет и радость, став одним неделимым целым с нашим Источником, и прожить жизнь, полную подлинного удовлетворения».
Шри Чинмой учил, что добиться быстрого духовного прогресса можно при помощи любви к Богу, преданности Богу и отречением перед волей Бога. «Божественная любовь расширяет и расширяется… Преданность — это интенсивность в любви, а отречение — это осуществление любви.»
Чинмой утверждал, что его учение не является формой санньясы или аскетизма, а представляет собой возможность отказа от отрицательных качеств, или трансформации их, с целью приведения «в соответствие с Божественным». Чинмой учил, что «медитация на сердце несёт свет души, способствуя быстрому достижению состояния просветления».
Своим последователям Чинмой заявлял, что является аватаром или инкарнацией Бога.
Религиовед С. В. Пахомов отмечает, что «учение Чинмоя — сплав различных идей индуизма и неоиндуизма, преподнесённых в постмодернистском духе и рассчитанных на массовую западную аудиторию». Он указывает, что «по мнению Чинмоя, все религиозные традиции образуют единую „религию любви“, находящуюся в сердце каждого человека». Бога Чинмой понимал как высшее начало, самоизлучающийся свет и абсолютное сознание, выступающее в качестве «друга» человека и способное само ощущать от такой дружбы большую радость. Человеческое тело рассматривается как храм, который поэтому следует духовно и физически поддерживать в чистоте и крепкости. Здесь по мнению Чинмоя находится т. н. «внутренний пилот» являющийся душой, которая равноценна Богу. Пахомов обращает внимание на то, что духовная практика в понимании Чинмоя нацелена на «просветление, а затем и освобождение, что достигается прежде всего посредством медитации». Считается, что после того как при жизни человека у него наступит освобождение, то тогда он «становится бескорыстным служителем всем людям (в рамках общин Чинмоя)».
По мнению экспертов Религиоведческой группы Российской академии образования мировоззренческой основой вероучения Шри Чинмоя является «синкретическая смесь религиозно-оккультных пантеистических представлений, осмысленная в терминах квазииндуизма (нетрадиционного индуизма) и приспособленная для восприятия современного человека европейской культуры. Это и „выходы из тела“, и „астральные полёты“, и освобождение „силы Кундалини“, и открытие „третьего глаза“ и т. д. Лидер культа, „Учитель“, „гуру“ — воплощённое действие Бога на Земле, „…настоящий гуру — это сам Бог“. Потенциально каждый человек может стать Богом, но фактически это оказывается возможным только через неразрывную связь с „Учителем“. При этом „инициация“ может происходить и без активного участия сознания адепта. Например, „…с помощью оккультных действий или во сне“ („Учитель и ученик…“). „Связь“ с „Учителем“ не может быть потеряна даже если адепт покинет культ. Отношения адепта и лидера здесь вполне авторитарные и основаны на безусловном духовном соподчинении лидеру. Это поклонение выражается в многочасовых чтениях молитв, медитациях с использованием „образа“ лидера. Всё, что делается лидером, несёт печать „божественности“ — слова, музыка, живопись, упражнения и т. д. и способствует соединению человека „с Богом“. Человеческая сущность лидера обожествляется, наделяется оккультными психическими сверхсилами, осмысливается в религиозных понятиях неоиндуизма. Шри Чинмой является для адептов воплощённым идеалом и он же — „путём к спасению“, он способен освобождать от „тяжести кармы“.»

Требования к адептам
Шри Чинмой требовал от своих последователей полного послушания, соблюдение целибата, душевной и телесной чистоты, краткого сна, а также чтобы они придерживались вегетарианства. Кроме того он запрещал рекреационное использование веществ (включая алкоголь и сигареты). В статье, опубликованной в New York Post, указано следующее: 

 Чинмой «запретил заводить любые дружеские отношения с людьми из внешнего мира… <и> иметь домашних животных» <…> Несмотря на это, он устроил собственный частный зверинец в подвале. Там, рядом с мышами и тараканами, жили дикие кошки, обезьяны и экзотические птицы, ввезённые в страну контрабандным путём.
Оригинальный текст (англ.) Chinmoy also bizarrely "banned any friendships with people outside the center . . . [and] enforced a no-pet rule for his disciples" <...> This even though he'd created his own private zoo in the basement that was stocked with wild cats, monkeys and exotic birds illegally smuggled into the country -- along with mice and roaches.

Если вы — мои истинные ученики, то, оставляя тело, вы обязательно увидите меня. В этом я вас заверяю. Если вы мои настоящие ученики, вы не сможете умереть без моего ведома и согласия. В это время я появлюсь прямо перед вами и заберу вас в свою колесницу. Я увезу вас в своей золотой, серебряной или бронзовой колеснице. Вот увидите. Это обещание, которое дают великие духовные Учителя: они приходят и забирают души своих учеников в высшие миры.
Один из российских бывших последователей Чинмоя сообщает:

От новичков скрываются фактически все скрытые для внешнего мира вещи (например, строгий запрет жениться, создавать семью, запрет в рождении детей, запрет носить бороду и усы и т. д.), все эти нюансы чинмоевцы выдают только под конец занятий с учениками. После лекций, которые проходят обычно два-три дня, ищущим (так называют кандидатов в ученики), предлагают пройти курс из 12 занятий, и всю эту информацию выдают или под конец занятий, или после них. Сначала у новичка формируется восторженное представление о пути, человека стараются укрепить в этой восторженности, и когда (как считают) он укрепится, тогда выдают почти всю правду. Если человек успел получить некоторую дозу восторженности и приятных опытов во время медитаций, то некоторые, особенно подверженные влиянию, соглашаются проглотить и горькую пилюлю. Кроме того, у ищущих формируется страх и угроза нахождения вне пути Чинмой. Говорится, что если человек уходит — это значит, что «негативные» силы увели человека с «пути».
Медитация является важным элементом религиозной практики, в которую вовлечены адепты Шри Чинмоя. Шри Чинмой рекомендовал последователям проводить первую медитацию в утренние часы. Но если традиционное в индуизме время для медитации (между тремя и четырьмя часами утра) не было подходящим для адепта, то Чинмой рекомендовал медитировать позже: «…если здесь, на Западе, вы ложитесь спать поздно, то лучшим временем для вас будет полшестого или шесть часов утра.» Следующую медитацию следовало проводить днём — «между двенадцатью и половиной первого». Чинмой подчёркивал, что этот сеанс должен «проходить в помещении, а не на улице. Придёт день, когда вы сможете медитировать где угодно, сидя за рулём или делая ещё что-нибудь, но сейчас желательно медитировать в помещении.» Следующая медитация происходит перед заходом солнца, а последняя — перед сном.
На встречах (т. н. «фанкшенах») Шри Чинмоя с последователями, мужчины одевались во всё белое, а женщины надевали разноцветные индийские сари. Медитирующие концентрировались на чёрно-белой фотографии Шри Чинмоя, сделанной в 1967 году, в момент, когда он, по собственному определению, пребывал в трансцендентальном состоянии сознания. Шри Чинмой называл эту фотографию «трансцендентальным портретом» или просто «трансцендентал». Шри Чинмой говорил: «Во время медитации с моим портретом вы не должны ни о чём думать». Также он рекомендовал ученикам во время медитации жечь благовония, а в качестве музыкального сопровождения, использовать его музыку. «Трансцендентал» является самым почитаемым изображением в центрах Шри Чинмоя.
Чтение сочинений Чинмоя и исполнение его песен также считаются формами медитации для его последователей.
В качестве одной из основных мантр Чинмой предлагал слово «Суприм» (англ. «Supreme», в переводе с английского — «Всевышний»). Чинмой учил своих последователей использовать эту мантру следующим способом: «Когда появляется мысль, которая не является чистой, хорошей или божественной, немедленно повторяйте слово „Supreme“ очень быстро. <…> Повторяйте „Supreme“ очень быстро, и каждый раз, когда вы произносите слово „Supreme“, почувствуйте, что вы создаёте змею, которая обвивается вокруг небожественной мысли, и душит её».

## Организация Шри Чинмоя
Согласно информации, размещённой на официальном сайте Sri Chinmoy Center, Шри Чинмой основал свою организацию в 1966 году в Пуэрто-Рико. Согласно тому же источнику, представительства организации, называемые Центрами Шри Чинмоя, в настоящее время (2011 г.) действуют в 46 странах мира.
Основные направления деятельности заключаются в проведении так называемых «гуманитарных программ»: лекций, посвящённых учению Шри Чинмоя, бесплатных выставок картин Шри Чинмоя и концертов, спортивных соревнований, торговле книгами Шри Чинмоя, компакт-дисками. В рамках организации действуют так называемые «божественные предприятия» (вегетарианские рестораны, цветочные магазины), на которых трудятся последователи Чинмоя.
По мнению экспертов Комитета по спасению молодёжи (г. Москва) «Группы последователей Шри Чинмоя, в подавляющем своём большинстве скрывающиеся под самыми разными названиями и провозглашёнными культурными целями, представляют собою разветвлённую деструктивную религиозную организацию неоиндуистской ориентации. Управленческие центры организации расположены за рубежом, откуда осуществляется насаждение в России чинмоевского неоиндуизма и управление организацией.
…
Движение Чинмоя — это, в значительной степени, коммерческое предприятие, своего рода „поп-религия“, приносящая огромные дивиденды его основателю. Организация характеризуется культом личности руководителя, строгой централизацией, жёсткой дисциплиной и групповым давлением.»
Марафонская команда Шри Чинмоя
Согласно информации, размещённой на сайте последователей, в 1977 году Гош основал «Марафонскую команду Шри Чинмоя» (МКШЧ). МКШЧ занимается организацией спортивных мероприятий, и ежегодно проводит более 200 пробегов в разных странах. Дистанции различны — от забегов на 1 милю (1,6 км) до сверхмарафона длиной около 5 тыс. км. Основным принципом этих мероприятий является, по словам последователей Чинмоя, так называемое «самопревосхождение» (англ. self-transcendence), которое заключается в том, чтобы дать человеку возможность «выйти за пределы своих ограничений и вывести на передний план свой внутренний потенциал». Последователи Чинмоя, претворяя в жизнь идеологию «самопревосхождения», ставят перед собой цели, требующие значительной физической выносливости: некоторые из них переплывают Ла-Манш и участвуют в беговых сверхмарафонах.
- По утверждениям последователей, на территории постсоветского пространства «Марафонская команда Шри Чинмоя» действует с 1991 года[77]. Официальное название в РФ — «Межрегиональное общественное движение „Марафонская команда Шри Чинмоя“»[78]. В разных регионах их ежемесячные забеги входят в официальные календари основных спортивно-массовых мероприятий по лёгкой атлетике.[79]
- Украинское подразделение МКШЧ размещает информацию о своих мероприятиях на интернет-ресурсе под названием «Сайт Одесских любителей бега». Кроме беговых мероприятий, организация участвует в проведении соревнований по триатлону.
- В Беларуси, согласно информации, размещённой на сайте Минского городского исполнительного комитета, официальное название МКШЧ — «Клуб любителей бега Марафонской команды Шри Чинмоя при государственном учреждении „Первомайский физкультурно-оздоровительный центр“». Организация также проводит «видеолекции о самосовершенствовании, йоге, музыке, живописи и др.[80]»

В списке стран, в которых МКШЧ проводит свои соревнования, также указаны: Казахстан, Кыргызстан, Латвия и Молдова. Спортивные мероприятия, согласно заявлению самих членов МКШЧ, посвящаются Шри Чинмою.
Пробег на 3100 миль «Самопревосхождение»
Первый пробег, организатором и спонсором которого выступил Чинмой, состоялся в 1976 году. Мероприятие получило название «Факельная эстафета в честь 200-летия Свободы» (The Liberty Torch Bicentennial Relay). Трасса пробега общей протяжённостью 8800 миль (14162 км) прошла по территории всех 50-ти американских штатов. Через год, в 1977 — была основана «Марафонская Команда Шри Чинмоя». В 1985 году МКШЧ впервые на североамериканском континенте провела пробег на 1000 миль (1609 км). Три года спустя известный греческий бегун Янис Курос преодолел её за 10 дней 10 часов 30 минут 35 секунд, установив при этом ряд мировых рекордов. Дистанция пробега с каждым годом увеличивалась, и в 1997 году двое бегунов преодолели 3100 миль (4989 км). С тех пор пробег на 3100 миль «Самопревосхождение» (англ. Self-Transcendence 3,100 Mile Race) проводится ежегодно. Забег является самым продолжительным в мире сертифицированным беговым мероприятием. Временной лимит трассы составляет 51 день, участники (подавляющее большинство из которых являются последователями Чинмоя) преодолевают в день от 95 до 110 км, передвигаясь по кольцевой трассе длиной около 900 м, проложенной вокруг одной из нью-йоркских школ. Участники выходят на трассу ежедневно в 6 часов утра, а около полуночи отправляются отдыхать. В статье, опубликованной в беговом журнале en:Runner’s World, указано, что большинство бегущих здесь «осуществляют духовную миссию, и принимают участие не только из любви к бегу, но и во славу гуру по имени Шри Чинмой». Всего с 1997 по 2010 год 3100-мильную дистанцию пробега успешно преодолели 25 участников, некоторые из них участвовали неоднократно. Рекорд трассы установил в 2006 году немец Вольфганг Шверк — 41 день 8 часов 16 минут 29 секунд. По словам неоднократного участника пробега, киевлянина Стутишила (Олега) Лебедева, никаких призовых наград, «за исключением символических кубков, участники не получают».
Факельная эстафета «Бег Мира Дом-Единство»
В 1987 году Шри Чинмой положил начало самой протяжённой в истории человечества интернациональной факельной эстафете «Бег Мира Дом-Единство Шри Чинмоя». С 1987 года эстафета проводилась один раз в два года. С 1995 года эстафета проводится ежегодно. Протяжённость эстафеты в 1999 году составила 400 000 км. В канун 2000 года в так называемом «Беге Мира Третьего Тысячелетия» приняли участие представители 152 стран и под девизом «Мир начинается с меня» бег продолжался каждый день года. Факел Мира держали в своих руках многие видные политики и знаменитости: Мать Тереза, Михаил Горбачёв, Брайан Малруни, Далай Лама, Королева Елизавета II, Карл Льюис, Пол Маккартни, Арнольд Шварценеггер и многие другие. С 2003 года эстафета проводилась под названием «Всемирный Бег Гармонии». С 2013 года эстафета проводится под названием «Бег Мира Дом-Единство».
Программа «Цветения мира Шри Чинмоя»
Согласно информации, размещённой на сайтах последователей, в 1989 году Чинмой основал «гуманитарную» программу «Цветения мира Шри Чинмоя» (Sri Chinmoy Peace-Blossoms programme). Последователи утверждают, что «около 800 прекрасных мест и значительных сооружений были посвящены миру как Цветения Мира Шри Чинмоя. Среди Цветений Мира страны, столицы государств, города, государственные границы, прекрасные места природы и вдохновляющие сооружения». В частности, если верить утверждениям последователей, установлены мемориальные таблички в следующих городах: Канберра, Оттава, Мельбурн, Сидней, Осло, Веллингтон, Рейкьявик, Кардифф, Эдинбург, Хараре и др. Кроме того, среди так называемых «Цветений мира» — государство Канада, Ниагарский водопад, Тадж-Махал, озеро Байкал, водопад Виктория, российско-норвежская граница, российский теплоход «Карелия» и поезд «Кишинёв-Москва». Подобные акции не везде были встречены с одобрением. Так, например, в 1996 году, последователи Чинмоя, предварительно согласовав свои действия с представителями администрации монумента, установили табличку на пьедестале нью-йоркской Статуи Свободы. Однако это вызвало ряд протестов со стороны местного населения и общественных организаций. Бывший президент организации «Американские Атеисты» (American Atheists), Эллен Джонсон (en:Ellen Johnson) заявила следующее: «Можно установить 10 000 „табличек мира“ по всей стране, но каким образом это сделает мир лучше? Мы уверены, что эта самореклама Шри Чинмоя не имеет никакого отношения к делу мира.» Через несколько недель протестов табличка была демонтирована по решению Службы национальных парков США (en:National Park Service).

## Некоторые известные последователи
Джон Маклафлин и Карлос Сантана
Рок-музыкант Джон Маклафлин был последователем Чинмоя с 1970 по 1975 год. Он активно интересовался восточной философией и прочитал много книг, посвящённых различным аспектам йоги. В результате своим гуру он выбрал Чинмоя. В течение этого периода он создал, а затем воссоздал группу под названием Mahavishnu Orchestra. Mahavishnu — это духовное имя Маклафлина, данное ему Чинмоем. В 1972 году Джон Маклафлин пригласил на одну из встреч, посвящённых занятиям медитацией, проводимых в здании ООН, своего друга рок-гитариста Карлоса Сантану. Через какое-то время Карлос вместе со своей женой Деборой также присоединился к организации Чинмоя и получил от последнего духовное имя Девадип (Devadip), означающее «божественный свет». Под этим именем он записал ряд альбомов. Жена Карлоса, чтобы продемонстрировать преданность Чинмою, участвовала в соревнованиях по бегу на длинные и сверхдлинные дистанции. Дебора вспоминает: «Однажды я пробежала 47 миль <75 км>. Просто марафона <42 км> было недостаточно». В отличие от своей супруги, Карлос отказывался участвовать в марафонах, прокомментировав своё решение так: «Эта дрянь не для меня. Мне всё равно — приносит ли это просветление» (This shit is not for me — I don’t care how enlightening it is). В 1981 году Карлос Сантана со своей женой Деборой вышли из организации Шри Чинмоя. В 2000 году Сантана заявил в интервью изданию Rolling Stones, что гуру был «мстительным» и «…велел всем моим друзьям больше не звонить мне, поскольку я обречён на смерть в чёрном океане невежества за то, что покинул его».
Карл Льюис
Одним из последователей Чинмоя является олимпийский чемпион, легкоатлет Карл Льюис. «Гуру» (так Льюис называл Шри Чинмоя) учил спортсмена медитировать и тот регулярно использовал такого рода практики. Христианин по вероисповедованию, Льюис утверждал, что его знакомство с Чинмоем являлось одним из шагов на пути духовного прогресса и что оно укрепило его веру в христианские ценности. Льюис так отзывался о Чинмое: «Его жизнь являлась вызовом, бросаемым самому себе, и была наполнена самосовершенствованием. Он говорил своим ученикам, чтобы те отыскивали непреодолимые, на их взгляд, испытания. Вот почему я собираюсь пробежать Нью-Йоркский марафон, когда мне исполнится 50».
Татьяна Лебедева
Одной из последовательниц Чинмоя является российская легкоатлетка, заслуженный мастер спорта России, олимпийская чемпионка и многократная чемпионка мира Татьяна Лебедева. По словам Татьяны, она «брала у него уроки медитации». Шри Чинмой дал Татьяне духовное имя Шарботтама (Sarbottama). На вопрос, что привлекло её в Чинмое, Татьяна ответила следующее: «Он устроил мне встречу с Карлом Льюисом. Кто такой Карл Льюис? Для меня это как Ленин для коммунистов. Идол, фетиш. Но встретиться на стадионе нам не довелось, потому что он уже ушёл из большого спорта, когда я только пришла в него. По приглашению своей приятельницы я посетила программу „Поднимая мир сердцем единым“, которую Шри Чинмой показывал в Москве. А потом я узнала, что следующая программа будет в Нью-Йорке и туда приедет мой кумир. Больше мне ничего не надо было говорить: я побежала за билетами.» В 2004 году Чинмой при помощи специальной платформы приподнял спортсменку, сидящую на слонихе. Из отзыва Татьяны, размещённом на сайте последователей Шри Чинмоя: «Мы благодарны Суприму за то, что встретили этого человека на нашем жизненном пути. Шри Чинмой научил слушать наши сердца и принимать правильные решения; он сделал нас более духовными.»
Ашрита Фурман
Одним из самых известных последователей Чинмоя является Ашрита Фурман. Кейт (Keith) Фурман родился в 1954 году в Нью-Йорке. Учился в Колумбийским университете, но бросил учёбу, познакомившись с Шри Чинмоем, который дал ему духовное имя Ашрита. Фурман так вспоминает о своём знакомстве с Чинмоем: «Шри Чинмой радикально поменял мои взгляды. Вместо того, чтобы использовать ум для решения вопросов существования, он научил меня погружаться в моё духовное сердце, где легко почувствовать свою внутреннюю суть.» Ашрита Фурман установил более 100 рекордов, зафиксированных в Книге рекордов Гиннеса. В частности, Ашрита Фурман:
- прошёл 80 миль (130 км), удерживая на голове бутылку молока;
- преодолел 1 милю (1,6 км) за 19 минут 11 сек, совершая кувырки через голову;
- проскакал на одной ноге дистанцию длиной 5 км быстрее чем за 35 минут 19 секунд;
- подпрыгнул 900 раз под водой на скакалке;
- создал скульптуру из попкорна высотой 6 м 20 см;
- разбил 80 яиц об голову за одну минуту;
- преодолел 1 милю за 14 минут 25 секунд по набережной Москвы-реки, вращая обруч вокруг талии;
- поймал ртом за минуту 68 виноградин, брошенных с расстояния 5 метров.[101][102][103]

## Некоторые известные поклонники

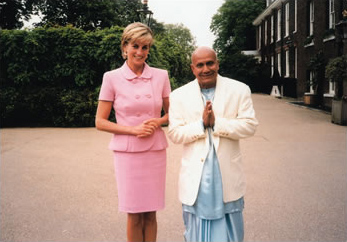
Принцесса Диана и Шри Чинмой

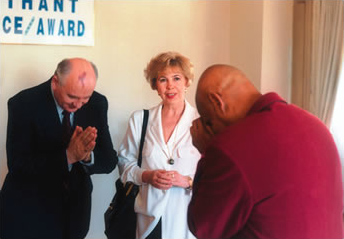
Шри Чинмой и Михаил Горбачёв

По утверждениям последователей Гоша, Нарада Майкл Уолден, Роберта Флэк и Борис Гребенщиков (получил от Шри Чинмоя духовное имя Пурушоттама — «выходящий за пределы любых ограничений», по другим данным — «душа-птица в сердце-небе») — это имена тех музыкантов, которых также вдохновлял Чинмой. Сам Борис Гребенщиков так отзывался о Чинмое:

С моей стороны было бы преувеличением заявлять, что Шри Чинмой — мой духовный наставник. Мы встречались с ним совсем немного раз, но за эти встречи я успел его очень полюбить. Когда же я прочитал то, что он пишет, я порадовался, что у нас с ним оказалось похожее отношение к бытию.

## Награды и звания

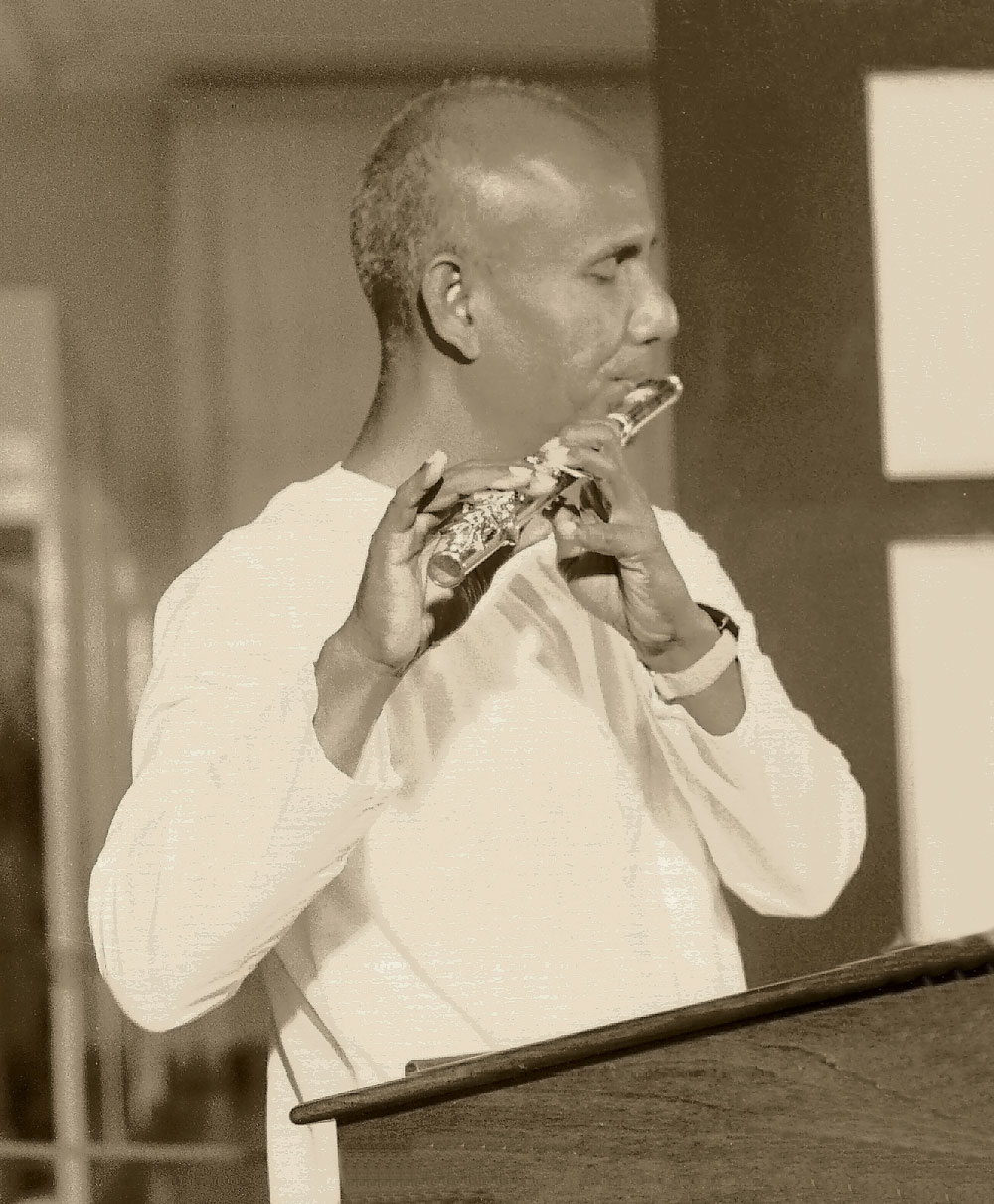
Шри Чинмой играет на флейте

Шри Чинмой был удостоен множества наград, титулов, почётных званий и премий
.
Среди них:
- Докторская степень гуманитарных наук Международного Университета (Камбоджа) (Doctorate Degree in Humanities in Peace Studies by International University (2005)[108][109]
- Президентский медальон Индонезии, высшая награда Индонезии 2004[110]
- Медаль Свободы Восточного Тимора 2004, высшая награда Восточного Тимора, вручённая Премьер-министром Mari Alkatiri[111]
- «Pro cultura Hungaria», высшая награда Министерства культуры Венгрии 2004[112]
- Spark M. Matsunaga Institute for Peace Award in Honolulu 1998[113][114]
- Hindu Renaissance Award 1997[115][116]
- Медаль Неру, ЮНЕСКО, Париж 1995[117][118]
- Премия мира имени Ганди 1994[119]
- Spark M. Matsunaga Institute for Peace Award in Honolulu, Hawaii 1993[120][121]
- Награда „За выдающееся мастерство“ Общества Писателей ООН 1993[122]
- World Peace Literature Award presented at the University of Washington 1985[123]
- World Peace Literature Award presented at The University of Washington 1995[124]
- Почётный профессор Российского НИИ детской гематологии 2004
- Почётная золотая медаль Международного университета в Москве 2004
- Medal for Peace and Friendship Among Nations of Viet Nam 2004, One of the highest national awards of Viet Nam to a foreign citizen.
- The Heart of Europe Award, Presented by Members of Parliament from all major parties, Austria 2004
- Order of Merit of the Hungarian Republic, the highest award of Hungary 2004 conferred by President Ferene Mádl on behalf of the Government
- Presidential Medallion of Macedonia, The highest award of Macedonia 2003
- Jesse Owens Humanitarian Award, Presented by the Jesse Owens Foundation 2002
- Mother Teresa Award, Presented by President Boris Trajkovski of Macedonia 2002
- The Heart of UN Progress, Presented by the Administrator of the United Nations 2001, Development Programme, UNDP, Under-Secretary-General Mr. Mark Malloch Brown
- Citation from University of Oslo, Presented by the Institute of Cultural Studies 2001
- Citation from the University of Cambridge, Presented by the Dean of Chapel, King’s College 2000
- Citation from Harvard University, Presented by the Pluralism Project at Harvard University 2000
- Universal Voice of Peace Award, University of Ottawa, Department of Music 1999
- Pilgrim of Peace Award, Presented by the International Centre for Peace, Rome 1998, Offered previously to Mother Teresa, President Mikhail Gorbachev and Pope John Paul II
- Peace Educator Award, University of Texas at Austin, Department of Sociology 1998
- Honorary Degree, Pontifical Catholic University, Campinos, Brazil 1995
- World Peace Literature Award, University of Washington, Department of English 1995
- Gandhi Peace Award, Presented to Coretta Scott King and Sri Chinmoy 1994
- Honorary Degree, Donetsk University, Donetsk, Ukraine 1994
- Médaille d’Or (Gold Medal in Literature), International Academy of Lutèce, Paris 1993 (Золотая медаль в области литературы международной Академии Лютес, Париж)
- Presidential Medallion, President Michal Kovác of Slovakia 1993
- Honorary Degree, University of Southern Philippines, Cebu 1993
- Ambassador of Peace for Canada, Proclamation by hundreds of Canadian Members of Parliament 1991
- Ambassador of Peace for Malta, Presented by unanimous decision of the Parliament of Malta 1991
- Ambassador of Peace of Puerto Rico, Offered by the Commonwealth of Puerto Rico 1986
- Order of Balboa in the Rank of the Grand Cross, Panama’s highest award 1981
- Honorary Degree, Doctor of Philosophy in Peace Studies and World Peace Promotion, International University, Cambodia
- Honorary Degree, Doctor of Philosophy in Peace Studies, Stamford University, Bangladesh

В 2007 году Шри Чинмой был выдвинут кандидатом на награждение Нобелевской премией мира 51 членом парламента Исландии, канадским профессором и некоторыми чешскими профессорами. Премия Шри Чинмою присуждена не была.

## Критика
Ошо сказал о нём: «Я знаю Шри Чинмоя и его учения... Он написал сотни книг... И всё это мусор. Его так называемый мастер, Шивананда... делал то же самое».
Обвинения в обмане с поднятием тяжестей
В статье, опубликованной в Wall Street Journal, Чинмой был назван «трюкачом от мира духовности». Алекс Цваренштейн (Alex Zwarenstein) — официальный фотограф Чинмоя, сообщил, что в 1989 году Гош обратился к нему с просьбой отретушировать ряд снимков. В частности, он просил отредактировать фотографии таким образом, чтобы было лучше видно факт поднятия веса. Цваренштейн цитирует Чинмоя, который сказал: «Не могли бы вы сделать так, чтобы это выглядело немного выше?»
В 1991 году после просмотра видеозаписей поднятия тяжестей, которые выполнял Шри Чинмой, Терри Тодд — профессор Техасского Университета и бывший чемпион США по тяжёлой атлетике и пауэрлифтингу, пришёл к выводу, что Чинмой вводит в заблуждение, неправильно указывая тип подъёма веса.
Последователи Чинмоя утверждают, что 30 января 1987 года он приподнял одной рукой более 7000 фунтов (3175 кг). По этому поводу профессор Терри Тодд сказал следующее: Я не верю, что он это сделал. Это физически невозможно. В статье, опубликованной в журнале для бодибилдеров «Musclemag», также говорится, что подобный жим невозможен, а Шри Чинмой и его сторонники названы «падкими на славу мошенниками». Результаты, о которых заявлял Чинмой, официально не зафиксированы ни одной ассоциацией тяжёлой атлетики или пауэрлифтинга.
Тем не менее, на сайте последователей Чинмоя утверждается, что известные американские бодибилдеры Билл Пёрл и Фрэнк Зэйн отзывались о достижениях Чинмоя в тяжёлой атлетике с неизменным уважением и часто присутствовали на его публичных подъёмах тяжестей. См. здесь
Обвинения в сексуальных домогательствах
Анна Карлтон и ещё две бывшие последовательницы Чинмоя публично обвинили его в сексуальных домогательствах. Карлтон сообщила в интервью изданию New York Post, что Чинмой принуждал её к половым связям в 1991 и 1996 гг. Другие женщины делятся похожими историями. Одна из них заявляет даже о том, что в 80-х гг. она забеременела от Чинмоя, и тот оплатил ей аборт. Подобные обвинения, выдвинутые против Чинмоя, продолжают обсуждаться в СМИ, начиная с 90-х гг. прошлого столетия, но не рассматривались в судебном порядке.
Американский сектовед и консультант по выходу Рик Росс комментирует данную ситуацию следующим образом:

Очень трудно привлечь к ответственности руководителя секты, потому что он всегда может заявить: ты была моей последовательницей, сейчас ты таковой не являешься, ты рассержена, но всё то, чем мы занимались, ты делала, будучи взрослым человеком, и по своей воле. Подобного рода судебное дело очень трудно выиграть.
Отнесение созданной Шри Чинмоем организации к деструктивным культам
Ряд исследователей[уточнить] утверждают, что Шри Чинмой создал религиозную организацию, квалифицируя её как тоталитарную деструктивную секту..
- Рядом источников организация Чинмоя классифицирована как деструктивный культ[147], а также как псевдоиндуистская[141] и ориенталистская[148] секта. Российской ассоциацией центров изучения религии и сект (РАЦИРС) культ Шри Чинмоя включён в список наиболее известных деструктивных тоталитарных сект и групп, обладающих значительным числом признаков таковых, а также оккультных центров и движений[142].
- В энциклопедическом справочнике «Новые религиозные организации России деструктивного, оккультного и неоязыческого характера» (издание третье, дополненное и переработанное, «ПаломникЪ», Москва, 2002 г.) Центры Шри Чинмоя причислены к категории 4.1. «Неоиндуистские деструктивные религиозные организации и религиозные группы»[143].
- 5 мая 2008 года архиепископ Уфимский и Стерлитамакский Никон (Васюков) выступил против проведения эстафеты «Всемирный бег дружбы», основанной Шри Чинмоем в 2008 году. Архиепископ заявил, что в России эстафета проходит «по бесовскому промыслу», а также что

По своей сути «Всемирный бег дружбы» есть лукавый пиар и вербовочная акция деструктивной неоиндуистской секты Шри Чинмоя. <…> Мы просим органы местной исполнительной власти не оказывать эстафете, организованной деструктивной сектой Шри Чинмоя, никакой поддержки, кроме разве обеспечения безопасности её участникам, не устраивать встреч, пресс-конференций и официальных приветствий.
В 2007 году газета The Times сообщила, что один из депутатов британского парламента официально выступал в Палате общин с протестом против деятельности организации Чинмоя, которую он назвал «культом». Депутат выступил против проведения в одном из помещений парламента встречи, организованной последователями Чинмоя. Парламентарий поделился своими опасениями относительно того, что пришедшие на встречу «молодые люди будут обмануты и вовлечены в условия полного подчинения». Тем не менее, встреча всё-таки состоялась.
Эксперты Национальной ассамблеи Франции внесли Парижскую ассоциацию «Шри Чинмой» в список религиозных организаций, которые могут нести угрозу обществу.
В 2009 году Джаянти Тэмм (Jayanti Tamm), которая была рождена и воспитана в организации Чинмоя, написала книгу воспоминаний под названием en:Cartwheels in a Sari: A Memoir of Growing Up Cult (англ.). В книге Тэмм рассказывает о своём близком знакомстве с Чинмоем и описывает сформировавшееся вокруг него движение как культ, а самого «гуру» — как изощрённого манипулятора, который однажды посоветовал её матери сделать аборт. На своём сайте Джаянти также делится воспоминаниями:

Шри Чинмой скрупулёзно взращивал нас, контролируя то, как мы одеваемся, как укладываем волосы. Он взращивал нас, своих девочек. Кнутом жесточайших приказов, прививая идеи непорочности и целомудрия, он вёл нас по стезе нравственной и духовной чистоты. Даже посмотреть глаза в глаза мальчику было для нас запрещённым деянием, которое потребовало бы затем мольбы о прощении и спасении. Он регулярно отчитывал нас, своих «малышек», упрекая в непристойности. Мы рыдали и молили о сострадании. Молили о том, чтобы он пощадил наши грешные души. Мы думали, что наши бесконечные прихоти и желания причиняют ему боль. Вот такими мы были.
Работая над книгой «Cartwheels in a Sari», в первый вариант рукописи я включила воспоминание о случае, которые произошёл со мной во время поездки в Раротонгу. Однажды утром мы ждали автобус, который отвёз бы нас в аэропорт для перелёта на Таити. Одна моя подружка — духовная сестра и «малышка» — выглядела взволнованной и расстроенной. Было очевидно — что-то беспокоит её. В конце концов она не устояла под напором моих вопросов и прошептала: «Гуру когда-нибудь спрашивал у тебя про секс?»
ЧТО?!!!

Помню, я была настолько шокирована, услышав слова «гуру» и «секс» в одном предложении, что чуть не упала со стула. Она рассказала мне, что вчера, поздно вечером, гуру позвал её в свою комнату и спросил, занималась ли она сексом. Судя по моей ошеломлённой реакции, она сообразила — со мной не происходило того, что произошло с ней. Когда я спросила, что же случилось дальше, она скороговоркой пробормотала что-то насчёт Гуру, который «медитировал на неё, чтобы очистить её».
Иск против «Общества Шри Чинмоя», «Центра Шри Чинмоя» и др.
В 2010 году четверо бывших членов организации Чинмоя, проживающих в Сан-Франциско (далее — истцы), подали иск против «Центра Шри Чинмоя». Истцы на протяжении многих лет являлись сотрудниками вегетарианского ресторана «Ananda Fuara» — одного из т. н. «божественных предприятий», управляемых последователями Шри Чинмоя. Иск был рассмотрен в суде штата Калифорния, а затем передан в федеральный суд США. Истцы обвиняют ответчиков в целом ряде правонарушений, включая незаконное увольнение. Ниже — фрагмент документа из материалов дела:

Кроме того, что истцы работали в ресторане «Ananda Fuara», они также являлись последователями учения Чинмоя Кумара Гоша и членами религиозной группы, называемой «Центр Шри Чинмоя». Последняя выступает ответчиком по делу. Гош устроил на работу в ресторан «Ananda Fuara» каждого из истцов. Ответчики пообещали истцам, что они будут обеспечены работой в ресторане до тех пор, пока у них есть желание в нём работать. Работая в ресторане, истцы были свидетелями того, что ответчики выплачивали денежное содержание бывшим сотрудникам, когда те прекращали трудовую деятельность ввиду нетрудоспособности или возраста.
Истцы предполагали, что подобное денежное содержание будут получать и они, достигнув нетрудоспособного возраста. Согласившись работать на таких условиях, истцы не предпринимали попыток устроиться на иную работу. Суммарный стаж работы всех четырёх истцов в ресторане «Ananda Fuara» составляет 62 года. На протяжении этих лет каждый из истцов получал от ответчиков фиксированную недельную заработную плату, не превышающую 150 долл. Размер зарплаты не зависел от фактического объёма затраченного истцами рабочего времени. В результате истцам не выплачивали минимальную заработную плату и/или плату за внеурочное рабочее время, согласно тарифам, установленным трудовым законодательством штата Калифорния и города Сан-Франциско […].
Кроме того, от истцов требовалось, чтобы все полученные от клиентов ресторана чаевые они отдавали ответчикам.
В период времени с 6-го ноября 2009 года по 23-е января 2010 года все истцы были уволены ответчиками. Причина увольнения: обсуждение истцами обвинений, опубликованных в сети Интернет, в том, что Гош был замешан в сексуальных домогательствах по отношению к нескольким женщинам — бывшим членам «Центра Шри Чинмоя». Ряд обвинений в сексуальных домогательствах исходил от знакомой истцам бывшей сотрудницы ресторана «Ananda Fuara».
[…]После увольнения истцам не удалось найти работу с полной занятостью, и они продолжают терпеть убытки.
Оригинальный текст (англ.) Besides working at the Ananda Fuara Restaurant, Plaintiffs also were followers of the teachings of Chinmoy Kumar Ghose and members of a spiritual group called the Sri Chinmoy Centre, a named defendant in this action.Each of the Plaintiffs was assigned by Ghose to work at his enterprise business, the Ananda Fuara Restaurant.The Plaintiffs were promised by Defendants that they would have a job at the restaurant as long as they wanted to work. While working for Defendants, Plaintiffs also observed Defendants’ practice of continuing to pay former employees when they became too old or infirm to continue working.

Plaintiffs had the expectation that Defendants would likewise continue to pay them when they 
became too old or infirm to continue working . In agreeing to work for Defendants under these conditions, each of the Plaintiffs gave up opportunities to pursue other gainful employment. During their 62 collective years of employment at the Ananda Fuara Restaurant, Plaintiffs each received from Defendants a fixed weekly stipend that never amounted to more than $150.00 per week.The stipends bore no relationship to the actual number of hours each Plaintiff worked. As a result, Plaintiffs were not paid minimum wages or overtime wages in conformity with the rates set forth in the Fair Labor Standards Act (“FLSA”), the California Labor Code, the San Francisco Minimum Wage Ordinance or Wage Order 5-2001.
The Plaintiffs also were required by Defendants to relinquish the tips they collected from the customers of the restaurant and give the tip money to Defendants.
Between November 6, 2009 and January 23, 2010, each of the Plaintiffs was terminated from employment by Defendants because the Plaintiffs discussed allegations that appeared on the Internet that Ghose had engaged in inappropriate sexual conduct with several female members of the Sri Chinmoy Centre. Some of the allegations of inappropriate sexual conduct against Ghose came from a female former Ananda Fuara Restaurant employee, who was known to the Plaintiffs.
Plaintiffs allege that their termination under these circumstances violated Labor Code § 232.5, which protects employees who disclose information about the conditions at their work. Since their termination, the Plaintiffs have not succeeded in obtaining full-time alternate employment and continue to accrue damages. 

Судебный процесс по иску против «Центра Шри Чинмоя» был назначен на лето 2011 года, завершился 19 августа 2011 года ..

## Дискография
- 107 Лазурных сердец лодок
- Аромат Сердца-Восторга
- Ауробиндо — Шри Ауробиндо
- Бесконечное путешествие звука в вечном оке-безмолвия
- Боробудур
- Маэстро Шри Чинмой
- Восторг — многообразие
- Гора — Устремление и Фонтан — Посвящение
- Зелень леса
- Индия — путеводная звезда мира
- Любовь против Силы
- Флейтовая музыка для медитации
- Флейтовая музыка для медитации, часть 2
- Маэстро Шри Чинмой играет на эсрадже
- Концерт мира
- Торжество расцветающего сердца
- Мантры из Упанишад
- Японские мелодии моего сердца
- Гром души и шёпот сердца
- Безмолвие говорит
- Вокруг — море безмолвия

## Выставки художественных работ

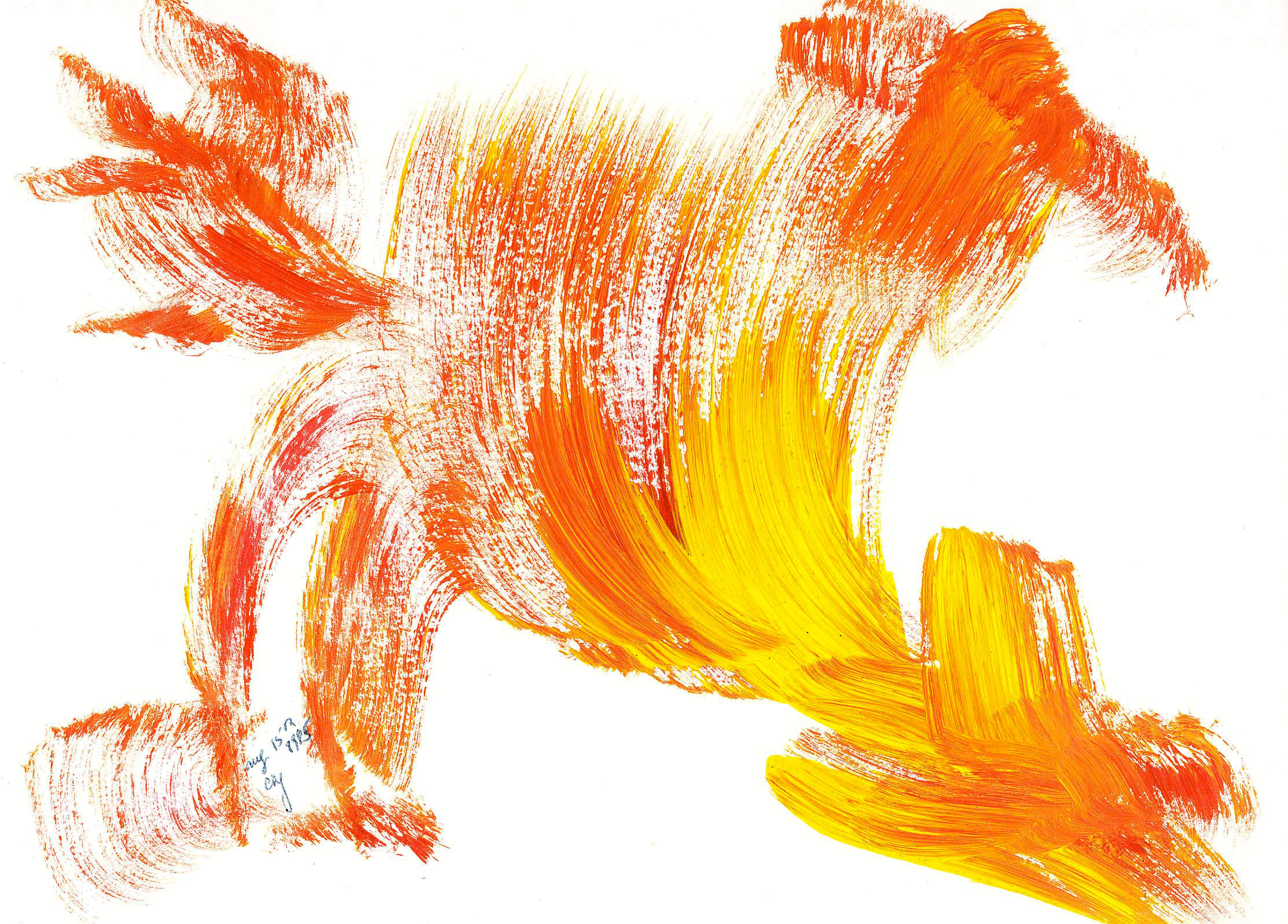
рисунок Шри Чинмоя

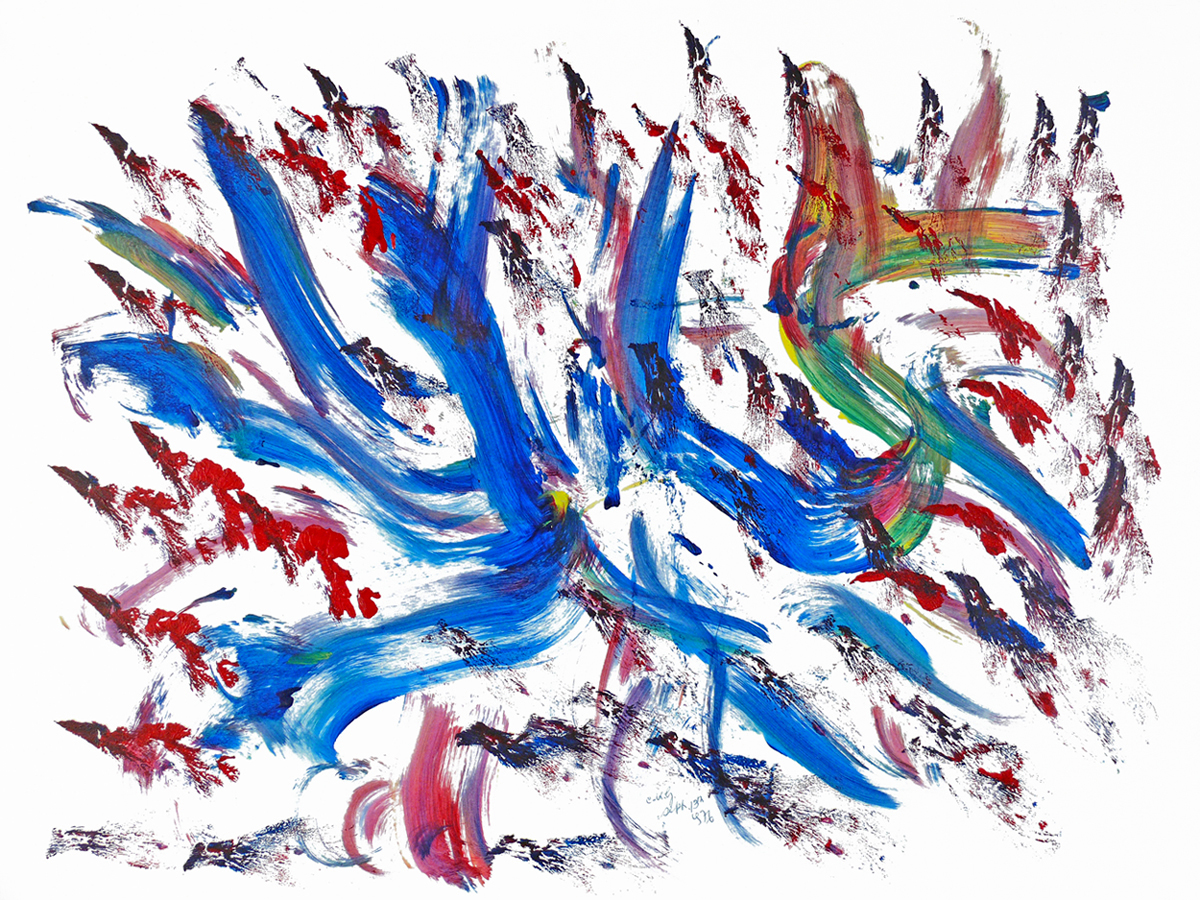
рисунок Шри Чинмоя

- 1975 год — Колумбийский Университет, Нью-Йорк; Музей Искусств, Понсе (Пуэрто-Рико); Училище изобразительных искусств, Нью-Йорк; Здание секретариата ООН, Нью-Йорк.
- 1976 год — Карнеги-Холл, Нью-Йорк; Мерсер-стрит, Нью-Йорк; Эмбаркадеро-центр, Сан-Франциско; Департамент образования, Пуэрто-Рико.
- 1977 год — Музей Природы, Оттава; Здание Центрального железнодорожного вокзала, Нью-Йорк; Здание Секретариата ООН, Нью-Йорк; Городская ратуша, Нью-Йорк.
- 1978 год — Гарвардский университет, Бостон; Институт Содружества, Лондон; Ратуша, Сан-Франциско; Художественное училище Лейк-Плэсид, штат Нью-Йорк.
- 1979 год — Национальный Центр Посетителей, Вашингтон; Коллекция Уилла Стоуна, Сан-Франциско; Департамент здравоохранения, образования и социального обеспечения, Вашингтон; Здание Секретариата ООН, Нью-Йорк.
- 1980 год — Музей Александра Кенига, Бонн, Германия; Национальная галерея, Оттава; Плас Бонавентур, Монреаль.
- 1981 год — Национальный Центр искусств, Оттава; Университет Оттавы.
- 1982 год — Выставочное турне картин Джарна-Кала, отобранных Генри Гельдцалером, куратором собрания «Искусство XX века» музея Метрополитен, Нью-Йорк; Рейнский краеведческий музей, Бонн.
- 1983 год — Национальный Центр Искусств, Оттава.
- 1984 год — Центр изобразительных искусств, Маракайбо (Венесуэла).
- 1985 год — Выставочный зал, Нью-Йорк.
- 1986 год — Галерея Мира-Единства, Цюрих.
- 1987 год — Международный аукционный зал Филипс, Нью-Йорк.
- 1988 год — Хорайзн Гэллери, Лондон.
- 1989 год — Стейт Хаус, Бостон; Ниска Гэллери, Монреаль; Ратуша, Оттава.
- 1990 год — Букман-холл, Нью-Йорк.
- 1991 год — Юнисон Гэллери, Нью-Пальц, Нью-Йорк.
- 1992 год — Вандербильт Авеню, Нью-Йорк; L’Espace Miro, ЮНЕСКО, Париж; Институт Содружества, Эдинбург, Шотландия; «Олд Файрстейшн», Оксфорд, Англия; Кембриджская Центральная библиотека, Кембридж.
- 1993 год — Здание Международного Аэропорта Кеннеди, Нью-Йорк; Пале де Руа де Мальорк, Перпиньян (Франция); Зал Мира Осаки (Япония); Выставка Джарна-Кала, Нью-Йорк; Смит Гэллери, Лондон; Публичная галерея Шинджуку, Токио; Кросби-стрит, Нью-Йорк; Йорк-стрит, Оттава; Мемориальный музей Рицал, Себу, Филиппины; Праксис Гэллери, Бристоль, Англия.
- 1994 год — Бхаратия Видья Бхаван (США), Нью-Йорк; Молл Гэллери, Лондон.
- 1995 год — Здание Парламента, Канберра (Австралия); Университет Аделаиды, Австралия; Ротонда Рассела, Сенат США, Вашингтон; Здание Капитолия, Стэмфорд (Коннектикут, США).
- 1996 год — Выставка живописи Шри Чинмоя, Нью-Йорк; Ратуша Челси, Лондон.
- 1997 год — Центральная библиотека Кембриджа, Англия.
- 1998 год — Издательство «Il Saggiattore», Рим; Здание аэропорта Ла Гвардия, Нью-Йорк.
- 1999 год — Эмпайр Стейт Билдинг, Нью-Йорк.
- 2000 год — Здание Международного Аэропорта Ньюарк, Нью-Йорк; Здание Секретариата ООН, Нью-Йорк.
- 2001 год — Здание Международного аэропорта Кеннеди, Нью-Йорк; Здание Секретариата ООН, Нью-Йорк; Ратуша, Осло, Норвегия; Ратуша, Рейкьявик, Исландия; Молл Гэллери, Лондон; Историческое здание, Йорк-стрит, Оттава, Канада.
- 2003 год — Академия искусства и науки, Скопье, Македония.
- 2004 год — Художественный музей Агунг-Рай, Убуд (Бали, Индонезия); Центр искусств имени Дягилева при Смольном институте свободных искусств и наук, Санкт-Петербург; Музей современной истории России, Москва; Музей Востока и Запада, Одесса; Здание Парламента, Киев; Культурный Центр Джавахарлала Неру при посольстве Индии, Москва.
- 2005 год — Зал Карусель, Лувр, Париж.
- 2006 год — Здание Секретариата ООН, Нью-Йорк; Бхаратия Видья Бхаван, институт культуры Индии, Лондон; Галерея Миро, Прага; Выставочный зал «Творчество», Москва.

## Комментарии
1. ↑  В оригинале: «I don’t believe he did it. It’s a physical impossibility.»
2. ↑  В оригинале:…publicity-hungry perpetrators of falsehood.
3. ↑  См. стр.5-6 искового заявления: 1. Breach of Oral, Written and Implied Contract; 2. Promissory and Equitable Estoppel; 3. Wrongful Termination in Violation of Public Policy; 4. Failure to Pay Minimum Wages in Violation of Cal. Labor Code §§ 1194, 1194.2, 1197 and Wage Order 5-2001, codified at Cal. Code Regs, Tit. 8, § 11020; 5. Failure to Pay Minimum Wages in Violation of San Francisco Minimum Wage Ordinance, Chap. 12R, San Francisco Admin. Code; 6. Failure to Pay Wages for All Hours Worked in Violation of Fair Labor Standards Acts («FLSA»), 29 U.S.C. § 206; 7. Failure to Pay Overtime Wages in Violation of Labor Code §§ 510, 1194(a), 1198, 1199 and Wage Order 5-2001, Cal. Code Regs, Tit. 8, § 11020; 8. Failure to Pay Overtime Wages in Violation of San Francisco Minimum Wage Ordinance, Chap. 12R, San Francisco Admin. Code; 9. Failure to Pay Overtime Wages in Violation of the FLSA, 29 U.S.C. § 207; 10. Misappropriation of Tips in Violation of Cal. Labor Code, § 351, Chap. 12R, San Francisco Administrative Code; 11. Misappropriation of Tips in Violation of FLSA, 29 U.S.C. § 206; 12. Failure to Provide Adequate Rest Periods in Violation of Labor Code § 226.7 and Wage Order 5-2001, codified at Cal. Code Regs, Tit. 8, § 11020; 13. Failure to Furnish Timely and Accurate Wage Statements in Violation of Cal. Labor Code § 226; 14. Failure to Timely Pay All Wages Due at Time of Termination in Violation of Cal. Labor Code §§ 201, 203; 14. Unfair Business Practices in Violation of Bus. & Prof. Code §§ 17200 et seq.; and 16. Conversion.